# Jean Larguier des Bancels
Ne doit pas être confondu avec Jean Larguier ou Jacques Larguier des Bancels.
Pour les articles homonymes, voir Larguier.
Jean Larguier des Bancels, né le 3 avril 1876 à Lausanne et mort dans la même ville le 8 mai 1961, est un biologiste, enseignant, bellettrien et psychologue vaudois.

## Biographie
Fils de Jacques Larguier des Bancels et petit-fils de Charles Secrétan, Jean Larguier des Bancels descend d'une famille originaire des Cévennes qui habita au XVIIe siècle dans un hameau du nom de « Les Bancels ». Élève d'Alfred Binet à partir de 1898, il devient préparateur au laboratoire de psychologie physiologique de la Sorbonne (1901) et obtint un doctorat en physiologie (1903) sous la direction de Dastre. Jean Larguiers des Bancels obtient un doctorat ès sciences (biologie) en 1902 à Paris.
Privat-docent à l'Université de Lausanne dès 1903 et professeur dès 1907, Jean Larguier des Bancels enseigne la physiologie des organes sensoriels et la psychologie expérimentale à la faculté de médecine, ainsi que la psychologie à la faculté des lettres et à l'école des sciences sociales et politiques.
Membre de la Société des Belles-lettres, Jean Larguier des Bancels prend sa retraite en 1936.

## Sources
- Fonds : Famille Larguier des Bancels (1335 - 1942) [2,45 mètres linéaires].  Cote : CH-000053-1 P Larguier des Bancels. Archives cantonales vaudoises (présentation en ligne).
- « Jean Larguier des Bancels », sur la base de données des personnalités vaudoises sur la plateforme « Patrinum » de la Bibliothèque cantonale et universitaire de Lausanne.
- Louis Polla, Rue de Lausanne, p. 147
- Dictionnaire des professeurs de l'Université de Lausanne dès 1890
- Alexandre Klein, Correspondance d'Alfred Binet à Jean Larguier des Bancels, Presses universitaires de Nancy, 2008